# 茹剛
茹剛，山西崞縣人，明朝政治人物，举人出身。

## 生平
洪武十七年，山西乡试中举。后担任刑科都給事中。